# Løkke
En løkke er et dobbeltlagt reb, bundet med en fast knude i den ene ende. Knuden er løs om rebet, så løkken kan udvides og mindskes efter behov.
Løkken bruges som afstraffelsesmetoder til hængning i galger, træer etc.. Løkken lægges om halsen på fangen, fodfæstet fjernes (på et skafot åbnes en faldlem under fangen), løkken strammes og knuden brækker halsen. Sidder knuden ikke rigtigt, kvæles fangen.
Løkken kan også bruges til praktiske formål. Eksempelvis er det en glimrende knude på et tov til at trække en bil i gang eller ved bugsering. Specielt hvis den trækkende bil har anhængertræk. Knuden er meget stærk og lader sig forholdsvis let åbne igen når motoren er slæbt i gang eller bugseringen endt.